# Eurockéennes

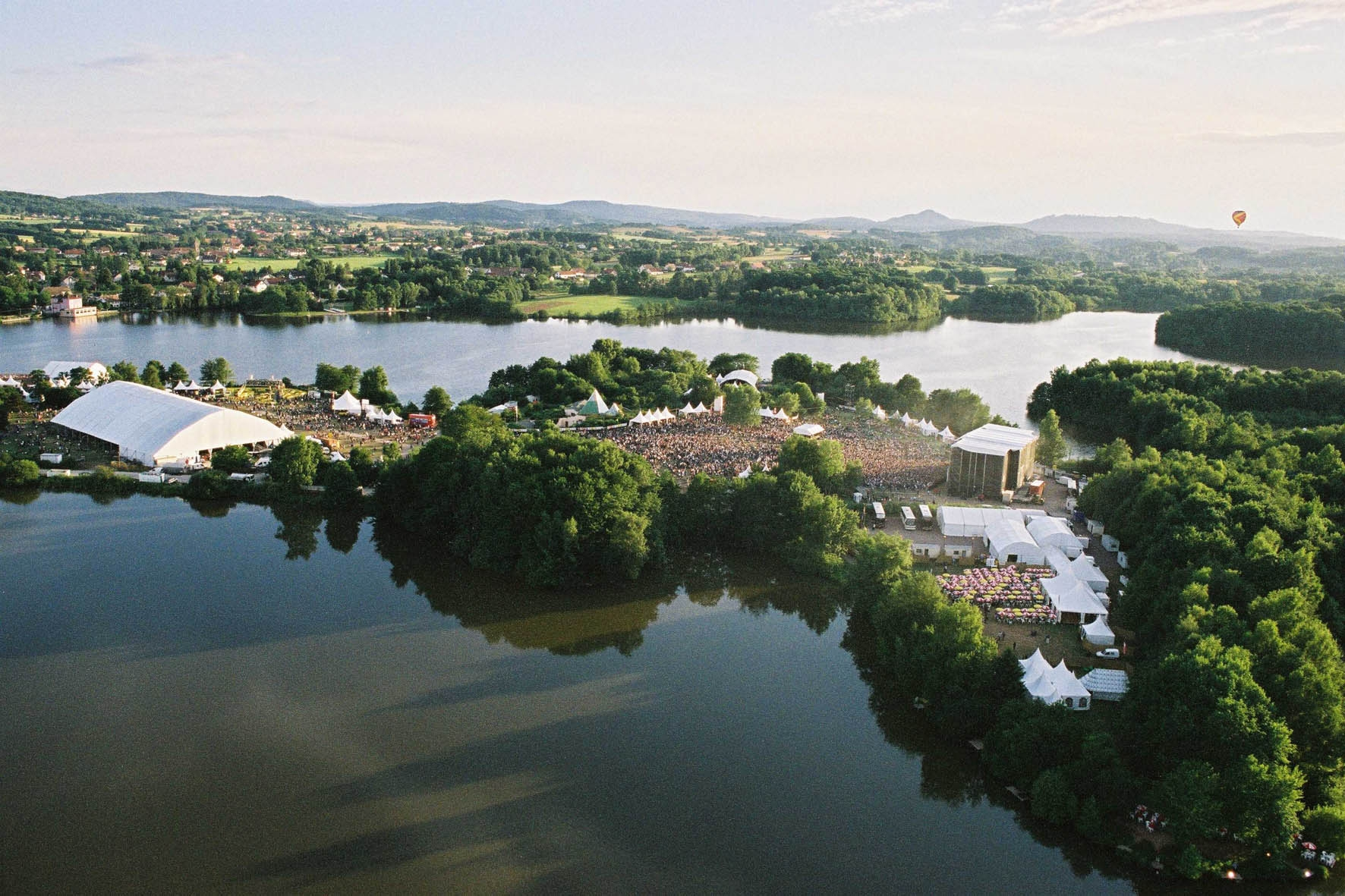
El Lago de Malsaucy, lugar en el que se lleva a cabo el festival Eurockéennes.

El Eurockéennes de Belfort (en francés: Les Eurockéennes de Belfort) es uno de los mayores festivales de música rock de Francia, celebrado anualmente en la reserva natural del Lago de Malsaucy, próxima a la ciudad de Belfort, en Borgoña-Franco Condado. Su nombre es un juego de palabras entre européen («europeo») y rock. La edición de Eurockéennes de 2020 fue cancelada debido a la pandemia de COVID-19.
La primera edición del festival tuvo lugar del 23 al 25 de junio de 1989, siendo una iniciativa del Conseil général de Belfort para aumentar la afluencia turística en la ciudad mediante un gran evento cultural para los jóvenes. Inicialmente se presentaría bajo el nombre de Le Ballon - Territoire de musiques por su cercanía con el Ballon d'Alsace, aunque el comité organizador decidió trasladar la ubicación del festival a la península del Lago de Malsaucy. El festival adquiriría su denominación actual a partir de 1990, pasándose a llamar Les Eurockéennes de Belfort.

## Sobre el festival
Les Eurockéennes se celebra en la península del lago Malsaucy, a diez kilómetros de Belfort, y cuenta con distintos escenarios: la Grande Scène, le Carpa, la Loggia y la Plage. La mayoría de las veces hay conciertos simultáneos en diferentes escenarios, siendo un total de 70 en 2005.
Además del sitio para conciertos, el festival cuenta con un área de acampada situada a tres kilómetros del lago, alojando temporalmente a cerca de 15 000 asistentes, quienes pueden acceder al recinto a través del servicio de autobuses, que enlaza dicha zona con el área principal del festival.
Asimismo, la organización ofrece una serie de conciertos de manera paralela al festival, denominados Tremplins (trampolines), con el fin de dar a conocer a bandas jóvenes. Dichos conciertos se realizan en diferentes ciudades de Alsacia, Lorena, Borgoña, Franco Condado (y sus departamentos de Doubs, Jura, Alto Saona y Territorio de Belfort) al igual que en localidades de Alemania y Suiza.

#### Número de asistentes
- 10 000 personas en el año 1989
- 70 000 personas en el año 1993
- 80 000 personas en el año 2002
- 95 000 personas en el año 2004
- 100 000 personas en el año 2006
- 127 000 personas en el año 2013

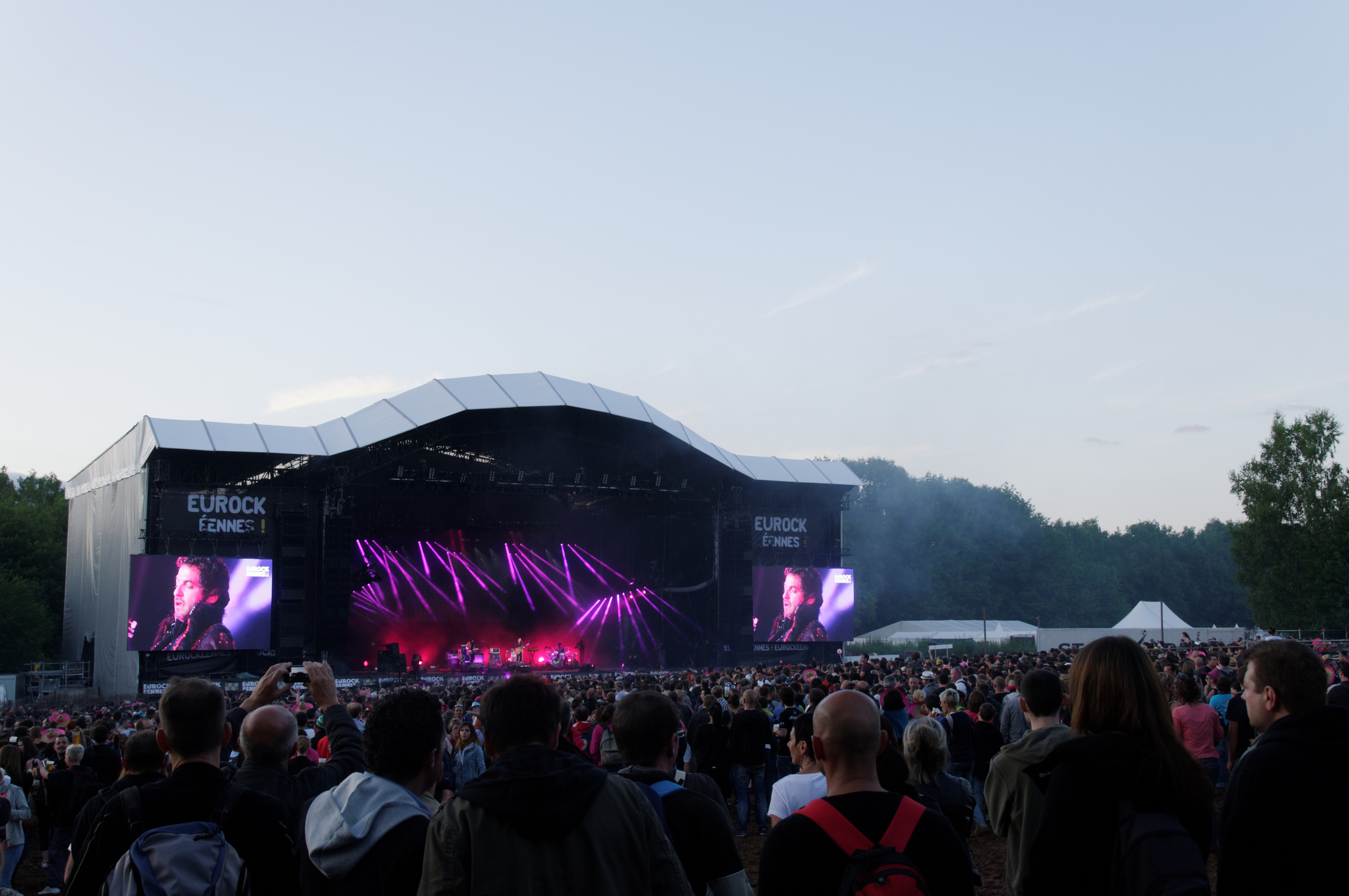
El escenario principal del Eurockéennes 2013.

- 102 000 personas en el año 2014
- 102 000 personas en el año 2015
- 104 000 personas en el año 2016
- 130 000 personas en el año 2017
- 135 000 personas en el año 2018
- 128 000 personas en el año 2019

## Cartel

### 2012
| - 1995 - Alabama Shakes - Amadou & Mariam feat. Bertrand Cantat - Art District - Busy P - C2C - Carbon Airways - Cerebrall Ballzy - Charlie Winston - Chinese Man - Christine - Cie Transe Express - Cypress Hill - Die Antwoord - Dionysos - Django Django - Dope D.O.D - Dropkick Murphys - Electric Guest - Factory Floor | - Frànçois and The Atlas Mountains - Gentleman - Hank Williams III - Hanni El Khatib - Hathors - Hollie Cook - Hubert-Félix Thiéfaine - Jack White - Jesus Christ Fashion Barbe - Justice - Kavinsky - Kindness - Lana Del Rey - Le Comte de Bouderbala - Los Disidentes Del Sucio Motel - Marie Madeleine - Mastodon - Miike Snow - Miles Kane - Murkage | - Näo - Orelsan - Poliça - Refused - Reggie Watts - Sahab Koanda & Le Kokondo Zaz - Sallie Ford & The Sound Outside - SebastiAn - Set & Match - Sgt Pokes - Shaka Ponk - Skream And Benga - The Brian Jonestown Massacre - The Buttshakers - The Cure - Thee Oh Sees - The Kooks - The Mars Volta - Wiz Khalifa |

### 2011
| - AaRON - And So I Watch You From Afar - Anna Calvi - Arcade Fire - Arctic Monkeys - Atari Teenage Riot - Battles - Beady Eye - Beth Ditto - Binary Audio Misfits - Birdy Nam Nam - Boys Noize - Carte Blanche - Cheers - Crystal Castles - Drums Are For Parades - Funeral Party | - Gaëtan Roussel - Hit By Moscow - Honey For Petzi - House of Pain - Karkwa - Katerine & New Burlesque - Keziah Jones - King Automatic - Kyuss Lives! - Les Hurlements d'Léo - Les Savy Fav - Mars Red Sky - Medi - Metronomy - Mona - Moriarty - Motörhead | - Nasser - Odd Future - Padwriterz - Paul Kalkbrenner - Queens of the Stone Age - Raphael Saadiq - Staff Benda Bilili - Stromae - The Dø - The Electric Suicide Club - The Shoes - The Ting Tings - Tiken Jah Fakoly - True Live - Tryo - Ullmann Kararocke - WU LYF |

### 2010
| - Jay-Z - LCD Soundsystem - the xx - The Hives - Memphis Bleek - The Black Keys - The Specials - Julian Casablancas - The Dead Weather - Missy Elliott - Mika - Fuck Buttons - Chromeo - Foals | - Gallows - Hot Chip - Health - Broken Social Scene - The Drums - Bomba Estéreo - Charlotte Gainsbourg - Vitalic - Martina Topley-Bird - Memory Tapes - Massive Attack - Patrick Watson - Kasabian - Airbourne | - Janelle Monáe - Empire of the Sun - Two Door Cinema Club - Afrodizz - The Bloody Beetroots - Woven Hand - BB Brunes - Beast - Omar Souleyman - Suicidal Tendencies - Infectious Grooves - The Middle East |

### 2009
| - The Prodigy - The Kills - Mos Def - Yeah Yeah Yeahs - Cypress Hill - Florence and the Machine - Friendly Fires - Emiliana Torrini - King Khan and the Shrines - Kanye West - Peter Bjorn and John | - Kap Bambino - Diplo - Monotonix - Friendly Fires - La Roux - Laurent Garnier - Alela Diane - Slipknot - Rolo Tomassi - Passion Pit - Chapelier Fou | - Phoenix - Peter Doherty - Airbourne - Sleepy Sun - Noisettes - Dananananaykroyd - Crookers - Olivia Ruiz - Naïve New Beaters - Tricky - The Temper Trap |

### 2008
| - Cat Power - N*E*R*D - Babyshambles - Vampire Weekend - The Offspring - The Mondrians - CSS - Sebastien Tellier - MGMT - Santogold - Moby | - Seasick Steve - Calvin Harris - Massive Attack - Biffy Clyro - Gnarls Barkley - Dan le Sac Vs Scroobius Pip - Lykke Li - Soko - The Gossip - Yeasayer - Girl Talk | - Battles - Ben Harper - Holy Fuck - Comets On Fire - Grinderman - The Wombats - Camille - The Dø - Cavalera Conspiracy - dEUS - The Blakes |

### 2007
| - Arcade Fire - Wu-Tang Clan - TV on the Radio - Digitalism - Queens Of The Stone Age - Cold War Kids - I'm from Barcelona - Deerhoof - Marilyn Manson - Juliette and the Licks | - Les Rita Mitsouko - Klaxons - Amy Winehouse - Maxïmo Park - Air - 65daysofstatic - Justice - Gogol Bordello - The Young Gods - Bonde do Rolê | - Editors - Clipse - Converge - Peter Von Poehl - Archie Bronson Outfit - Punish Yourself - Junior Senior - Simian Mobile Disco - The Good, the Bad & the Queen - Bitty McLean |

### 2006
| - Depeche Mode - Morrissey - Daft Punk - Deftones - The Strokes - Animal Collective - Arctic Monkeys - Damian Marley - The Young Knives - Muse - Sigur Rós - Archive - Blackalicious - Mogwai - Dominique A | - Art Brut - Gossip - Two Gallants - Uffie - Gojira - Anaïs - Atmosphere - Nonstop - Polysics - Poni Hoax - Malajube - Fancy - Coldcut - Infadels - Philippe Katerine | - Spank Rock - Apsci - La Caution - Splean - Nathan Fake - Fat Freddy's Drop - Cult of Luna - Islands - Les Georges Leningrad - We Are Wolves - Ghislain Poirier - Omnikrom - Duchess Says - Aberfeldy - Giant Drag |

### 2005
| - Bloc Party - Sonic Youth - Interpol - Bright Eyes - The Chemical Brothers - CocoRosie - Eagles of Death Metal - Electrelane - The Killers - Kraftwerk - Le Tigre - Common - Émilie Simon - The Go! Team - Röyksopp - Slum Village | - Jamie Lidell - Raphael Saadiq - Vitalic - Andrew Bird - Amon Tobin - Balkan Beat Box - Jean Grae - Tom Ze - Blumen - Kaizers Orchestra - Ken Boothe - Konono N°1 - Little Barrie - Nine Inch Nails - Queens of the Stone Age - Saul Williams | - T. Raumschmiere - Amadou & Mariam - Bonnie 'Prince' Billy - Cake - Cali - Dälek - Eths - Garbage - Ghinzu - KaS Product - Mastodon - Moodymann - Morgan Heritage - The National - Tom Vek |

### 2004
| - PJ Harvey - Pixies - TV on the Radio - Belle and Sebastian - Slipknot - The Rapture - Groove Armada - Blonde Redhead - Zero 7 - KoЯn - Ben Kweller - Placebo - An Albatross - Scissor Sisters | - Luke - No One Is Innocent - Two Tone Club - JR Ewing - IAM - Broken Social Scene - Franz Ferdinand - Matthieu Chedid - Lyrics Born - Lifesavas - Capleton - Orquesta Afrobeat Antibalas - Mono - A.S Dragon - Herman Düne & Invites | - Daniel Darc - Seeed - Buck 65 and Band - Youngblood Brass Band - Alain Bashung - RJD2 - Sludgefeast - The Perceptionists - Agoria - X-Vision - The Cat Empire - Amp Fiddler - The Dillinger Escape Plan - Lust - High Tone |

### 2003
| - Toots & the Maytals - Radiohead - The Rapture - The Roots - Peaches - LCD Soundsystem - The Streets - Dave Gahan (Depeche Mode) - Goldfrapp - Slayer - 2 Many Djs - Nada Surf - Underworld - Massive Attack - The Melvins - Electric Six | - Death in Vegas - Suicide - The Datsuns - Mickey 3d - Stone Sour - Console - Nostromo - Arto Lindsay - Les Wampas - Ellen Allien - Mike Ladd - Hexstatic - AqME - Hell Is for Heroes - Tokyo Ska Paradise Orchestra - La Rumeur | - Dionysos - Tom McRae - Tricky - I Monster - Fat Truckers - Eiffel - The Polyphonic Spree - Zebda - Tony Allen - Jaga Jazzist - Watcha - Blackalicious - Asian Dub Foundation - Tomahawk |

### 2002
| - Muse - Vitalic - N*E*R*D - Rival Schools - The Chemical Brothers - Travis - The Notwist - Antipop Consortium - Buju Banton - Pleymo - Bulle - The (International) Noise Conspiracy - Sinclair - New Bomb Turks | - Saïan Supa Crew - The Bellrays - Noir Désir - Bilal - Archive - Soulfly - Meï Teï Shô - High Tone - Alec Empire - A - Aston Villa - Tarmac - Ska-P - Watcha | - Gomez - Lofofora + invités - Air - Miro - Burning Heads - Hawksley Workman - Michael Franti & Spearhead - Trio Mocoto - Sizzla - Sainkho Namtchylak - Rammstein - Gotan Project |

### 2001
| - Iggy Pop - Ben Harper - Incubus - Matmatah - Yann Tiersen - La Ruda Salska - Tété - Les Têtes Raides | - K's Choice - Disiz la Peste - Burning Spear - The Young Gods - Tricky - Anthony B - Joseph Arthur - Freestylers | - Nashville Pussy - Innocent Criminals - Amadou & Mariam - Mass Hysteria - K2R Riddim - Fantômas |

### 2000
| - St Germain - Moby - The Cranberries - Oasis - Slayer - Fu Manchu | - Muse - Coldplay - Nine Inch Nails - Oomph - Tryo - Skirt | - Dionysos - -M- - Massilia Sound System - Femi Kuti - A Perfect Circle |

### 1999
| - Al Green - Blondie - Eagle-Eye Cherry - Lenny Kravitz - The Black Crowes - Stereophonics - Tricky - Bloodhound Gang - The Cardigans - Marilyn Manson - Matmatah | - Metallica - Monster Magnet - Placebo - Skunk Anansie - Hubert-Félix Thiéfaine - Angra - Cheb Mami - Gus Gus - Lofofora - Mercury Rev - P18 | - Calexico - Cree Summer - Creed - Everlast - Masnada - Mercyful Fate - Polar - Popa Chubby - Rinocérose |

### 1998
| - The Prodigy - Underworld - Cornershop - Iggy Pop - Portishead - Pulp - Morcheeba - Rammstein - Sean Lennon - Suicidal Tendencies - Texas | - Faudel - Heather Nova - Jon Spencer Blues Explosion - Louise Attaque - NTM - Asian Dub Foundation - Divine Comedy - Hotei - Jean-Louis Aubert - Passi - Pigalle | - Automatics - Awake - Fonky Family - Hare - Jeremy - Jim White - K's Choice - Tabula Rasa - Tortoise |

### 1997
| - Radiohead - Supergrass - Smashing Pumpkins - The Chemical Brothers - Placebo - Suede - Nada Surf | - Stereophonics - Channel Zero - Biohazard - Live - Melville - Babybird - No One Is Innocent | - Noir Désir - Sloy - 16 Horsepower - Silverchair - Rollins Band - Fédération française de fonck (FFF) |

### 1996
| - Beck - David Bowie - Patti Smith - Foo Fighters - Lou Reed - Nick Cave - Red Hot Chili Peppers - Sepultura | - Skunk Anansie - Ash - The Bluetones - Dog Eat Dog - Frank Black - Fun Lovin' Criminals - Ministry - Miossec | - NTM - Raggasonic - Silmarils - The Bates - Dominique A - Ginkgo - Loudblast - Red Cardell |

### 1995
| - Blur - The Cure - Supergrass - Jamiroquai - Public Enemy - Jeff Buckley - Oasis - Paul Weller - The Roots - Sheryl Crow - Ben Harper | - Body Count - Dave Matthews Band - DEUS - Renaud - Terence Trent D'Arby - Ange - Arno - Page and Plant - Dreadzone - Earthling - Edwyn Collins | - Paradise Lost - Senser - Spearhead - 18th Dye - Alliance Ethnik - Burning Heads - DAG - Gérald De Palmas - Silverchair - Ultimatum - Tortoise |

### 1994
| - Björk - ZZ Top - Khaled - The Pretenders - Rage Against the Machine - Chaka Demus & Pliers - The Posies - Les Rita Mitsouko - Blind Fish | - Burma Shave - Gary Clail - Grant Lee Buffalo - I Am - Les Thugs - Morphine - Spin Doctors - Swell - Therapy? | - Fabulous Trobadors - Helmet - No One Is Innocent - Nyah Fearties - Rachid Taha - Sons Of The Desert - Radiohead |

### 1993
| - Sonic Youth - Ziggy Marley - Lenny Kravitz - The Lemonheads - The Frank and Walters - Black Crowes - Jean-Louis Aubert | - Living Colour - Midnight Oil - Noir Désir - Willy Deville - Calvin Russell - Chris Isaak - Faith No More | - Galliano - Jesus Jones - MC Solaar - Massilia Sound System - Mau Mau - Rattlesnakes - Roadrunners |

### 1992
| - Bob Dylan - Bryan Adams - James Brown - Lou Reed - Moe Tucker - Morrissey - Manic Street Preachers - Ned's Atomic Dustbin - Rufus Thomas | - The Wedding Present - Alpha Blondy - Black Maria - Charlélie Couture - Fishbone - The Fools - Jade - Les Négresses Vertes - Little Nemo | - Mike Rimbaud - Milena - Sapho - Sunset - Urban Dance Squad - Wilko Johnson - Betty Boop - Résistance |

### 1991
| - Vopli Vidopliassova - Pixies - The House of Love - INXS | - The Charlatans - The Wailers - Joe Jackson - Mano Negra | - Axel Bauer - James - John Cale - Pigalle |

### 1990
| - Alain Bashung - Arno - Jean-Louis Aubert - Kheops - Kunsertu - Miss B. Haven | - Nuit d'Octobre - Okeztra Luna - Park Café - Rictus - Roe - Santana | - Texas - The Essence - Top Model - Trio Bulgarka - Trovante - Trypes |

### 1989
| - Catherine Lara - Charlélie Couture - Elvis Costello - Jacques Higelin, Maurane - Ange - Les Garçons Bouchers - Litfiba - Nina Hagen - Noir Désir - Animal Grotesque - Chihuahua - E 127 - Enigmatic Légume | - Gamine - Girls Without Curls - Jade - Jean-Louis Mahjun - Les Cyclistes - Les Infidèles - Les Kidnappés De La Pleine Lune - Les Raviolets - Les Zamants - The Blech - The Renegades - Untel Untel - Anna Prucnal | - Christian Blondel - Colette Magny - Elmer Food Beat - Emma Zita - Fabienne Pralon - Les Lolitas - Mama Bea Tiekelski - Pascal Mathieu - Ravel Chapuis - Véronique Gain - Zaniboni |